# Sir Safety Umbria Volley Perugia 2013-2014
Questa voce raccoglie le informazioni riguardanti la Sir Safety Umbria Volley Perugia nelle competizioni ufficiali della stagione 2013-2014.

## Stagione
La stagione 2013-14 è per la Sir Safety Umbria Volley Perugia la seconda consecutiva in Serie A1: in panchina viene confermato l'allenatore Slobodan Kovač, così come pochi giocatori ossia Goran Vujević, Andrea Semenzato, Andrea Giovi e Nemanja Petrić; tra gli arrivi quelli degli opposti Aleksandar Atanasijević e Giuseppe Della Corte, dei palleggiatori Mihajlo Mitić e Adriano Paolucci, dei centrali Rocco Barone e Simone Buti e gli schiacciatori Konstantin Čupković e Dore Della Lunga, quest'ultimo in prestito dalla Trentino Volley, mentre tra quelli che lasciano la squadra si segnalano Aimone Alletti, Sebastian Schwarz, Vincenzo Tamburo e Yannick van Harskamp.
Il campionato si apre con una vittoria, in trasferta, al tie-break, contro il Piemonte Volley, seguita da un altro successo, sempre al quinto set, contro la Pallavolo Modena: la prima sconfitta arriva alla terza giornata dall'Associazione Sportiva Volley Lube; tra le sesta e la nona giornata la squadra umbra vince tutte le partite, mentre perde le ultime due gare del girone di andata, classificandosi al quarto posto, ottenendo anche la qualificazione per la Coppa Italia. Il girone di ritorno vede la Sir Safety Umbria Volley Perugia sempre vittoriosa, eccetto contro la Pallavolo Piacenza, durante la sedicesima giornata, e la Pallavolo Città di Castello, all'ultima giornata. La regular season si chiude con il terzo posto in classifica; nei quarti di finale dei play-off scudetto affronta il Piemonte Volley che viene battuto in due gare, mentre nelle semifinali la sfida è con la Pallavolo Piacenza: le squadre vincono entrambe i due scontri disputati in casa, poi la formazione perugina riesce ad aggiudicarsi l'ultimo match per 3-1, ottenendo la qualificazione alla finale. Nell'ultimo atto del campionato incontra l'Associazione Sportiva Volley Lube: la serie si mantiene in parità fino alla gara 2, poi i marchigiani vincono sia gara 3 che gara 4, vincendo lo scudetto.
Nel quarto di finale di Coppa Italia, accesso conquistato grazie al quarto posto al termine del girone di andata, la Sir Safety Umbria Volley Perugia si scontra con il BluVolley Verona, che supera per 3-0 qualificandosi per la Final Four di Bologna: il club di Macerata è l'avversario della semifinale, sconfitto al tie-break, mentre la finale è giocata contro la Pallavolo Piacenza, che però vince la gara con un netto 3-0.

## Organigramma societario
Area direttiva
- Presidente: Gino Sirci
- Vicepresidente: Marco Marzi
- Segreteria generale: Rosanna Rosati

Area organizzativa
- Direttore sportivo: Benedetto Rizzuto
- Dirigente: Egeo Baldassarri
- Logistica: Piero Bizzarri

Area tecnica
- Allenatore: Slobodan Kovač
- Allenatore in seconda: Carmine Fontana
- Scout man: Gianluca Carloncelli, Francesco Monopoli
- Responsabile settore giovanile: Marco Taba

Area comunicazione
- Ufficio stampa: Simone Camardese
- Relazioni esterne: Rosanna Rosati

Area marketing
- Ufficio marketing: Maurizio Sensi

Area sanitaria
- Medico: Daniele Checcarelli, Giuseppe Sabatino
- Preparatore atletico: Carlo Sati
- Fisioterapista: Armando Sciacca, Federico Sportellini
- Ortopedico: Giuliano Cerulli
- Massaggiatore: Emilio Giusti
- Radiologo: Massimo Bianchi

## Rosa
| N° | Nome                    | Ruolo | Data di nascita   | Nazionalità sportiva |
| -- | ----------------------- | ----- | ----------------- | -------------------- |
| 1  | Simone Buti             | C     | 19 settembre 1983 | Italia               |
| 3  | Adriano Paolucci        | P     | 11 febbraio 1979  | Italia               |
| 4  | Nemanja Petrić          | S     | 28 luglio 1987    | Serbia               |
| 5  | Giuseppe Della Corte    | O     | 6 giugno 1992     | Italia               |
| 7  | Andrea Giovi            | L     | 19 agosto 1983    | Italia               |
| 8  | Konstantin Čupković     | S     | 2 gennaio 1987    | Serbia               |
| 9  | Rocco Barone            | C     | 14 dicembre 1987  | Italia               |
| 10 | Dore Della Lunga        | S     | 25 luglio 1984    | Italia               |
| 11 | Mihajlo Mitić           | P     | 17 settembre 1990 | Serbia               |
| 13 | Goran Vujević           | S     | 27 febbraio 1973  | Montenegro           |
| 14 | Aleksandar Atanasijević | O     | 4 settembre 1991  | Serbia               |
| 15 | Fabio Fanuli            | L     | 10 febbraio 1985  | Italia               |
| 17 | Andrea Semenzato        | C     | 12 settembre 1981 | Italia               |

## Mercato
| Acquisti | Acquisti                | Acquisti       | Acquisti   |
| R.       | Nome                    | da             | Modalità   |
| -------- | ----------------------- | -------------- | ---------- |
| O        | Aleksandar Atanasijević | Skra Bełchatów | definitivo |
| C        | Rocco Barone            | Callipo        | definitivo |
| C        | Simone Buti             | Callipo        | definitivo |
| S        | Konstantin Čupković     | Skra Bełchatów | definitivo |
| O        | Giuseppe Della Corte    | Potentino      | definitivo |
| S        | Dore Della Lunga        | Trentino       | prestito   |
| L        | Fabio Fanuli            | Martina        | definitivo |
| P        | Mihajlo Mitić           | Stella Rossa   | definitivo |
| P        | Adriano Paolucci        | Argos          | definitivo |

| Cessioni | Cessioni             | Cessioni            | Cessioni   |
| R.       | Nome                 | a                   | Modalità   |
| -------- | -------------------- | ------------------- | ---------- |
| C        | Aimone Alletti       | Piemonte            | definitivo |
| P        | Nicola Daldello      | Argos               | definitivo |
| O        | Thomas Edgar         | LIG Greaters        | definitivo |
| L        | Filippo Pochini      | Emma Villas Chiusi  | definitivo |
| S        | Sebastian Schwarz    | Unterhaching        | definitivo |
| O        | Vincenzo Tamburo     | Argos               | definitivo |
| C        | Daniele Tomassetti   | Argos               | definitivo |
| P        | Yannick van Harskamp | Topvolley Antwerpen | definitivo |
| S        | Floris van Rekom     | Duvel Puurs         | definitivo |

## Risultati

### Serie A1

#### Girone di andata
| 1ª giornata - 20 ottobre 2013 PalaBreBanca, Cuneo         | Piemonte           | 2 - 3 | Sir Safety Perugia | 25-23, 20-25, 31-29, 19-25, 14-16 |
| 2ª giornata - 26 ottobre 2013 PalaEvangelisti, Perugia    | Sir Safety Perugia | 3 - 2 | Modena             | 22-25, 25-21, 25-16, 20-25, 15-11 |
| 3ª giornata - 3 novembre 2013 PalaFontescodella, Macerata | Lube               | 3 - 0 | Sir Safety Perugia | 25-17, 25-19, 25-22               |
| 4ª giornata - 9 novembre 2013 PalaOlimpia, Verona         | BluVolley Verona   | 2 - 3 | Sir Safety Perugia | 25-23, 23-25, 16-25, 25-19, 10-15 |
| 5ª giornata - 13 novembre 2013 PalaEvangelisti, Perugia   | Sir Safety Perugia | 1 - 3 | Piacenza           | 28-26, 23-25, 24-26, 12-25        |
| 6ª giornata - 27 novembre 2013 PalaPoli, Molfetta         | Molfetta           | 0 - 3 | Sir Safety Perugia | 17-25, 21-25, 20-25               |
| 7ª giornata - 1º dicembre 2013 PalaEvangelisti, Perugia   | Sir Safety Perugia | 3 - 0 | Callipo            | 25-23, 25-18, 29-27               |
| 8ª giornata - 8 dicembre 2013 PalaDeAndrè, Ravenna        | Porto Robur Costa  | 1 - 3 | Sir Safety Perugia | 24-26, 23-25, 25-23, 23-25        |
| 9ª giornata - 15 dicembre 2013 PalaEvangelisti, Perugia   | Sir Safety Perugia | 3 - 1 | Top Volley Latina  | 32-30, 25-22, 20-25, 25-11        |
| 10ª giornata - 22 dicembre 2013 PalaEvangelisti, Perugia  | Sir Safety Perugia | 2 - 3 | Trentino           | 25-23, 20-25, 25-15, 21-25, 6-15  |
| 11ª giornata - 8 gennaio 2014 PalaKemon, San Giustino     | Città di Castello  | 3 - 1 | Sir Safety Perugia | 25-21, 20-25, 25-21, 25-23        |

#### Girone di ritorno
| 12ª giornata - 12 gennaio 2014 PalaEvangelisti, Perugia     | Sir Safety Perugia | 3 - 0 | Piemonte           | 25-16, 25-20, 25-17               |
| 13ª giornata - 19 gennaio 2014 PalaPanini, Modena           | Modena             | 1 - 3 | Sir Safety Perugia | 16-25, 25-16, 23-25, 23-25        |
| 14ª giornata - 26 gennaio 2014 PalaEvangelisti, Perugia     | Sir Safety Perugia | 3 - 2 | Lube               | 20-25, 25-19, 22-25, 25-21, 16-14 |
| 15ª giornata - 2 febbraio 2014 PalaEvangelisti, Perugia     | Sir Safety Perugia | 3 - 0 | BluVolley Verona   | 25-8, 25-20, 25-20                |
| 16ª giornata - 9 febbraio 2014 PalaBanca, Piacenza          | Piacenza           | 3 - 1 | Sir Safety Perugia | 25-20, 23-25, 25-16, 25-18        |
| 17ª giornata - 16 febbraio 2014 PalaEvangelisti, Perugia    | Sir Safety Perugia | 3 - 1 | Molfetta           | 25-12, 25-20, 29-31, 32-30        |
| 18ª giornata - 23 febbraio 2014 PalaValentia, Vibo Valentia | Callipo            | 0 - 3 | Sir Safety Perugia | 17-25, 23-25, 19-25               |
| 19ª giornata - 1º marzo 2014 PalaEvangelisti, Perugia       | Sir Safety Perugia | 3 - 0 | Porto Robur Costa  | 25-20, 25-17, 25-12               |
| 20ª giornata - 19 febbraio 2014 PalaBianchini, Latina       | Top Volley Latina  | 1 - 3 | Sir Safety Perugia | 21-25, 23-25, 25-18, 20-25        |
| 21ª giornata - 16 marzo 2014 PalaTrento, Trento             | Trentino           | 1 - 3 | Sir Safety Perugia | 19-25, 19-25, 25-21, 19-25        |
| 22ª giornata - 23 marzo 2014 PalaEvangelisti, Perugia       | Sir Safety Perugia | 2 - 3 | Città di Castello  | 22-25, 26-28, 25-17, 25-13, 14-16 |

#### Play-off scudetto
| Quarti di finale (gara 1) - 27 marzo 2014 PalaEvangelisti, Perugia | Sir Safety Perugia | 3 - 1 | Piemonte           | 22-25, 25-18, 25-18, 25-16        |
| Quarti di finale (gara 2) - 30 marzo 2014 PalaBreBanca, Cuneo      | Piemonte           | 1 - 3 | Sir Safety Perugia | 20-25, 25-17, 20-25, 21-25        |
| Semifinali (gara 1) - 6 aprile 2014 PalaBanca, Piacenza            | Piacenza           | 3 - 1 | Sir Safety Perugia | 25-22, 25-17, 12-25, 25-18        |
| Semifinali (gara 2) - 9 aprile 2014 PalaEvangelisti, Perugia       | Sir Safety Perugia | 3 - 2 | Piacenza           | 25-22, 25-23, 15-25, 21-25, 16-14 |
| Semifinali (gara 3) - 12 aprile 2014 PalaBanca, Piacenza           | Piacenza           | 3 - 2 | Sir Safety Perugia | 25-12, 21-25, 25-19, 21-25, 15-13 |
| Semifinali (gara 4) - 16 aprile 2014 PalaEvangelisti, Perugia      | Sir Safety Perugia | 3 - 2 | Piacenza           | 25-20, 18-25, 25-23, 19-25, 15-8  |
| Semifinali (gara 5) - 21 aprile 2014 PalaBanca, Piacenza           | Piacenza           | 1 - 3 | Sir Safety Perugia | 22-25, 25-18, 22-25, 19-25        |
| Finale (gara 1) - 24 aprile 2014 PalaBaldinelli, Osimo             | Lube               | 3 - 2 | Sir Safety Perugia | 18-25, 25-21, 23-25, 25-16, 15-9  |
| Finale (gara 2) - 27 aprile 2014 PalaEvangelisti, Perugia          | Sir Safety Perugia | 3 - 2 | Lube               | 25-23, 21-25, 23-25, 25-19, 15-12 |
| Finale (gara 3) - 1º maggio 2014 PalaBaldinelli, Osimo             | Lube               | 3 - 0 | Sir Safety Perugia | 25-23, 25-23, 25-20               |
| Finale (gara 4) - 4 maggio 2014 PalaEvangelisti, Perugia           | Sir Safety Perugia | 1 - 3 | Lube               | 25-22, 22-25, 21-25, 33-35        |

### Coppa Italia

#### Fase a eliminazione diretta
| Quarti di finale - 29 gennaio 2014 PalaEvangelisti, Perugia | Sir Safety Perugia | 3 - 0 | BluVolley Verona   | 25-19, 26-24, 25-19              |
| Semifinali - 8 marzo 2014 PalaDozza, Bologna                | Lube               | 2 - 3 | Sir Safety Perugia | 25-22, 18-25, 25-23, 23-25, 9-15 |
| Finale - 9 marzo 2014 PalaDozza, Bologna                    | Piacenza           | 3 - 0 | Sir Safety Perugia | 28-26, 25-21, 25-19              |

## Statistiche

### Statistiche di squadra
| Competizione | Punti | In casa | In casa | In casa | In trasferta | In trasferta | In trasferta | Totale | Totale | Totale |
| Competizione | Punti | G       | V       | P       | G            | V            | P            | G      | V      | P      |
| ------------ | ----- | ------- | ------- | ------- | ------------ | ------------ | ------------ | ------ | ------ | ------ |
| Serie A1     | 46    | 16      | 12      | 4       | 17           | 10           | 7            | 33     | 22     | 11     |
| Coppa Italia | -     | 1       | 1       | 0       | -            | -            | -            | 3      | 2      | 1      |
| Totale       | -     | 17      | 13      | 4       | 17           | 10           | 7            | 36     | 24     | 12     |

G = partite giocate; V = partite vinte; P = partite perse

### Statistiche dei giocatori
| Giocatore       | Serie A1 | Serie A1 | Serie A1 | Serie A1 | Serie A1 | Coppa Italia | Coppa Italia | Coppa Italia | Coppa Italia | Coppa Italia | Totale | Totale | Totale | Totale | Totale |
| Giocatore       | P        | PT       | AV       | MV       | BV       | P            | PT           | AV           | MV           | BV           | P      | PT     | AV     | MV     | BV     |
| --------------- | -------- | -------- | -------- | -------- | -------- | ------------ | ------------ | ------------ | ------------ | ------------ | ------ | ------ | ------ | ------ | ------ |
| A. Atanasijević | 33       | 714      | 609      | 44       | 61       | 3            | 74           | 63           | 4            | 7            | 36     | 788    | 672    | 48     | 68     |
| R. Barone       | 27       | 147      | 115      | 25       | 7        | 1            | 6            | 2            | 1            | 3            | 28     | 153    | 117    | 26     | 10     |
| S. Buti         | 30       | 250      | 172      | 55       | 23       | 3            | 17           | 12           | 5            | 0            | 33     | 267    | 184    | 60     | 23     |
| K. Čupković     | 29       | 73       | 66       | 3        | 4        | 3            | 6            | 6            | 0            | 0            | 32     | 79     | 72     | 3      | 4      |
| G. Della Corte  | 4        | 1        | 1        | 0        | 0        | 0            | 0            | 0            | 0            | 0            | 4      | 1      | 1      | 0      | 0      |
| D. Della Lunga  | 28       | 39       | 28       | 4        | 7        | 2            | 0            | 0            | 0            | 0            | 30     | 39     | 28     | 4      | 7      |
| F. Fanuli       | 9        | -        | -        | -        | -        | 1            | -            | -            | -            | -            | 10     | -      | -      | -      | -      |
| A. Giovi        | 33       | -        | -        | -        | -        | 3            | -            | -            | -            | -            | 36     | -      | -      | -      | -      |
| M. Mitić        | 33       | 56       | 21       | 22       | 13       | 3            | 3            | 1            | 2            | 0            | 36     | 59     | 22     | 24     | 13     |
| A. Paolucci     | 30       | 43       | 18       | 11       | 14       | 3            | 1            | 0            | 1            | 0            | 33     | 44     | 18     | 12     | 14     |
| N. Petrić       | 33       | 496      | 416      | 48       | 32       | 3            | 37           | 33           | 3            | 1            | 36     | 533    | 449    | 51     | 33     |
| A. Semenzato    | 28       | 127      | 76       | 40       | 11       | 3            | 22           | 11           | 7            | 4            | 31     | 149    | 87     | 47     | 15     |
| G. Vujević      | 31       | 235      | 186      | 25       | 24       | 3            | 21           | 16           | 1            | 4            | 34     | 256    | 202    | 26     | 28     |

P = presenze; PT = punti totali; AV = attacchi vincenti; MV = muri vincenti; BV = battute vincenti